# Monte San Pietro
Monte San Pietro – miejscowość i gmina we Włoszech, w regionie Emilia-Romania, w prowincji Bolonia.
Według danych na styczeń 2009 gminę zamieszkiwało 11 020 osób przy gęstości zaludnienia 147,6 os./1 km².